# Michael Cudlitz
Michael Cudlitz, född 29 december 1964 på Long Island, New York, är en amerikansk skådespelare och regissör. Han är gift med Rachel Cudlitz och har två barn med henne. Han hade en framträdande roll i den prisbelönade serien Band of Brothers som Sgt. Denver 'Bull' Randleman och har gästskådespelat i över 50 TV-serier, däribland Lost, Prison Break och Cityakuten.

## Filmografi

### Filmer
- 2018 – Driven
- 2014 – Cesar Chavez
- 2013 – Pawn Shop Chronicles
- 2012 – The Grief Tourist
- 2011 – Inside Out
- 2011 – Satin
- 2010 – Rouge River
- 2009 – Surrogates
- 2009 – Stolen
- 2009 – Crossing Over
- 2009 – Tenure
- 2008 – Sex Drive
- 2008 – Danny Fricke (TV-film)
- 2006 – Running Scared
- 2004 – Homeland Security (TV-film)
- 2003 – Welcome to the Neighborhood
- 2002 – Live from Baghdad (TV-film)
- 2000 – Lured Innocence
- 2000 – Blessed Art Thou
- 1999 – American Virgin
- 1999 – Small Change (Kortfilm)
- 1999 – Ödets makt
- 1998 – Förhandlaren
- 1997 – Grosse Pointe Blank - Även en lönnmördare behöver en träff ibland
- 1996 – D3: The Mighty Ducks
- 1996 – Follow the Bitch
- 1996 – Savage
- 1996 – Last Exit to Earth (TV-film)
- 1993 – Dragon: The Bruce Lee Story
- 1993 – The Liars' Club
- 1992 – Där floden flyter fram
- 1989 – Crystal Ball (Kortfilm)

### TV-serier
- 2014-idag - The Walking Dead
- 2009-2013 - Southland (43 avsnitt)
- 2009 - Saving Grace (1 avsnitt)
- 2009 - Eleventh Hour (1 avsnitt)
- 2009 - Knight Rider (1 avsnitt)
- 2001 och 2009 - CSI: Crime Scene Investigation (2 avsnitt)
- 2007-2008 - Life (3 avsnitt)
- 2008 - The Cleaner (1 avsnitt)
- 2005 och 2008 - Lost (2 avsnitt)
- 2007 - Criminal Minds (1 avsnitt)
- 2007 - Bones (1 avsnitt)
- 2006-2007 - Standoff (18 avsnitt)
- 2004 och 2006 - Dr. Vegas (2 avsnitt)
- 2006 - CSI: NY (1 avsnitt)
- 2006 - Close to Home (1 avsnitt)
- 2005 - Sleeper Cell (1 avsnitt)
- 2005 - Wanted (1 avsnitt)
- 2005 - Prison Break (2 avsnitt)
- 2005 - The Dead Zone (1 avsnitt)
- 2005 - Over There (1 avsnitt)
- 2004-2005 - Brottskod: Försvunnen (2 avsnitt)
- 2005 - CSI: Miami (1 avsnitt)
- 2005 - Medical Investigation (1 avsnitt)
- 2005 - Las Vegas (1 avsnitt)
- 2004 - Nip/Tuck (1 avsnitt)
- 1997 och 2004 - På heder och samvete (2 avsnitt)
- 2003 - Line of Fire (1 avsnitt)
- 2002-2003 - 24 (3 avsnitt)
- 2002 - MDs (1 avsnitt)
- 2002 - Fastlane (1 avsnitt)
- 2002 - Firman (1 avsnitt)
- 2002 - Advokaterna (1 avsnitt)
- 2001 - Philly (1 avsnitt)
- 2001 - The Mind of the Married Man (2 avsnitt)
- 2001 - Band of Brothers (9 avsnitt)
- 2001 - Six Feet Under (1 avsnitt)
- 2001 - Walker, Texas Ranger (1 avsnitt)
- 2000 - Love & Money (2 avsnitt)
- 1999 - Snoops (1 avsnitt)
- 1999 - G vs E (1 avsnitt)
- 1999 - Chicago Hope (1 avsnitt)
- 1999 - Buffy vampyrdödaren (1 avsnitt)
- 1998 - En skruv lös (1 avsnitt)
- 1998 - På spaning i New York (1 avsnitt)
- 1998 - Touched by an Angel (1 avsnitt)
- 1997 - Ensamma hemma (1 avsnitt)
- 1997 - Leaving L.A. (1 avsnitt)
- 1996 - Renegade (2 avsnitt)
- 1996 - Pacific Blue (1 avsnitt)
- 1996 - Cityakuten (1 avsnitt)
- 1995 - The Marshal (1 avsnitt)
- 1994 - Småstadsliv (1 avsnitt)
- 1994 - Lifestories: Families in Crisis (1 avsnitt)
- 1993 - Against the Grain (2 avsnitt)
- 1992-1993 - Beverly Hills (11 avsnitt)
- 1992 - Life Goes On (1 avsnitt)
- 1991-1992 - Pappa vet bäst (2 avsnitt)
- 1992 - Step by Step (1 avsnitt)
- 1991 - Lagens änglar (1 avsnitt)
- 1991 - 21 Jump Street (2 avsnitt)
- 1990 - Hull High (2 avsnitt)

### Röst i TV-spel
- 2009 - Call of Duty: Modern Warfare 2
- 2009 - Red Faction Guerrilla
- 2007 - Call of Duty 4: Modern Warfare
- 2005 - Call of Duty 2: Big Red One
- 2005 - Call of Duty 2